# Ponera chiponensis
Ponera chiponensis är en myrart som beskrevs av Mamoru Terayama 1986. Ponera chiponensis ingår i släktet Ponera och familjen myror. Inga underarter finns listade i Catalogue of Life.